# Is It ... Man or Astroman?
(Dalla copertina dell'album)
Is it... Man or Astroman? è il primo album dei Man or Astro-man?, pubblicato nel 1993. La copertina è stata realizzata dall'artista statunitense Richard M. Powers, illustratore di fantascienza e fantasy.

## Tracce
1. Taxidermist Surf – 2:53
2. Invasion of the Dragonmen – 2:15
3. Nitrous Burn Out – 3:17
4. Clean up on Aisle #9 (Turn up the Monitors) – 2:35
5. Journey to the Stars (cover dei The Ventures) – 2:28
6. Cowboy Playing Dead – 1:55
7. Illidium Q-36 (bonus track della versione in vinile) – 1:08
8. Sadie Hawkins Atom Bomb – 2:46
9. The Human Calculator – 2:56
10. Organ Smash – 1:46
11. Cattle Drive – 2:51
12. Escape Through the Air Vent – 2:23
13. Rudy's Lounge (bonus track della versione in vinile) – 2:24
14. Mermaid Love – 3:21
15. Eric Estrotica – 3:23
16. Alien Visitors – 6:54[1]

## Campionamenti audio
Nei brani sono presenti dei campionamenti tratti da film (e non) di fantascienza degli anni '50-'60:
• Taxidermist surf è tratto dal film Quei fantastici razzi volanti del 1953.
• Invasion of the Dragonmen è ispirato al fumetto Spider-Man book-and-record "Invasion of the Dragon Men".
• Nitrous Burn Out contiene dialoghi tratti dai film Viva Knievel! E Death Race 2000.
• Illudium Q-36 fa riferimento al personaggio di Chuck Jones Marvin il Marziano (il titolo si riferisce all'arma utilizzata dall'alieno). I campionamenti sono stati trattati dai cartoni Duck Dodgers in the 24½th Century (1953) e Hare-Way to the Stars (1958).
• Sadie Hawkins Atom Bomb si ispira a tre fonti: al film Queen of Outer Space (1958), al fumetto Superman book-and-record "City Under Seige" e ad una non identificata.
• The Human Calculator si ispira a Scott Flansburg, soprannominato "il calcolatore umano".
• In Cattle Drive si possono sentire dei muggiti alla fine del brano (fonte sconosciuta).
• Escape Through The Air Vent si ispira ad una pubblicità britannica di un'enciclopedia.
• Rudy's lounge si ispira al gioco Williams Electronics pinball game FunHouse.
•Alien Visitors contiene dialoghi tratti dai B-Movie La Terra contro i dischi volanti (1956) e Plan 9 from Outer Space (1959), e dalla serie televisiva del 1963 The Outer Limits.

## Formazione
Potrebbero essere:
• Star Crunch - chitarre, voce
• Dr. Deleto & His Invisible Vaportron - basso, chitarra ritmica.
• Coco, The Electronic Monkey Wizard - basso, percussioni.
• Birdstuff - Hi-hat.
• Grand Master Useless - basso in Sadie Hawkins Atom Bomb e Illidium Q-36.
• John Agar, attore di B-Movie, è stato accreditato "(...) perché il suo nome è in tutto il resto".